# Palazzo Rho (Borghetto Lodigiano)
Palazzo Rho è un palazzo nobiliare nel comune di Borghetto Lodigiano, posto nel centro del paese.

## Storia
Il palazzo venne eretto alla fine del XV secolo come dimora della nobile famiglia Rho, feudataria di Borghetto e delle località circostanti per investitura del 1481 di Gian Galeazzo Sforza al suo consigliere Alessandro Rho.
Con ogni probabilità, vista la posizione dominante sul Sillaro e sul centro abitato, il palazzo fu costruito sulle fondamenta dell'antico castello di Fossadolto, citato già nell'XI secolo nel testamento di Ariberto d'Intimiano, che lo aveva concesso ad Anselmo da Rho.
Il palazzo restò di proprietà della famiglia Rho fino al XIX secolo; passò in seguito al comune, che dopo un approfondito restauro lo destinò nel 1913 a sede municipale.

## Caratteristiche
L'edificio, a corpo unico, sorge isolato nei pressi della chiesa parrocchiale, in posizione dominante la valle del Sillaro. Esso ha pianta rettangolare e pareti in mattoni a vista, e ricorda nell'aspetto alcune ville suburbane milanesi, come la Bicocca o la Mirabello.
La facciata principale è posta a sud e prospetta su un'ampia piazza, sull'area in passato occupata dal giardino. Vi spiccano al piano superiore tre bifore ad arco acuto in terracotta, realizzate in uno stile di transizione fra lo stile gotico e il Rinascimento (forse opera dello scultore cremonese Rinaldo De Stauris), e due canne fumarie sporgenti. Le finestre del piano terra sono invece sormontate da un arco scemo e, analogamente alle finestre delle altre facciate, sono inserite in riquadri intonacati.
All'interno uno scalone monumentale a tenaglia conduce al salone principale affrescato; molte decorazioni interne furono aggiunte con il restauro in stile storicista del 1913.

### Fonti
- Giacomo Carlo Bascapè e Carlo Perogalli (a cura di), Castelli della pianura lombarda, testo di Carlo Perogalli, Milano, Electa, 1960,  p. 146, ISBN non esistente, SBN SBL0028400.
- Santino Langé, Ville della provincia di Milano. Lombardia 4, Milano, SISAR, 1972,  pp. 262-264, ISBN non esistente, SBN MIL0194097.
- Armando Novasconi, Il Castello di Borghetto Lodigiano, in Castelli intorno a Lodi, Lodi, Banca Popolare di Lodi, 1981,  pp. 37-38, ISBN non esistente, SBN TO01563677.
- Antonio Mazza e Ferruccio Pallavera, Castelli, rocche e torri. Storia delle fortificazioni tra Lambro, Adda e Po, Lodi, 2013, ISBN 978-88-7827-246-0.

### Testi di approfondimento
- P. L. Fiorani, Il Palazzo Rho in Borghetto Lodigiano, in Rassegna d'arte, Milano, 1914,  pp. 189-192.